# Eugène Turpin
Pour les articles homonymes, voir Turpin.

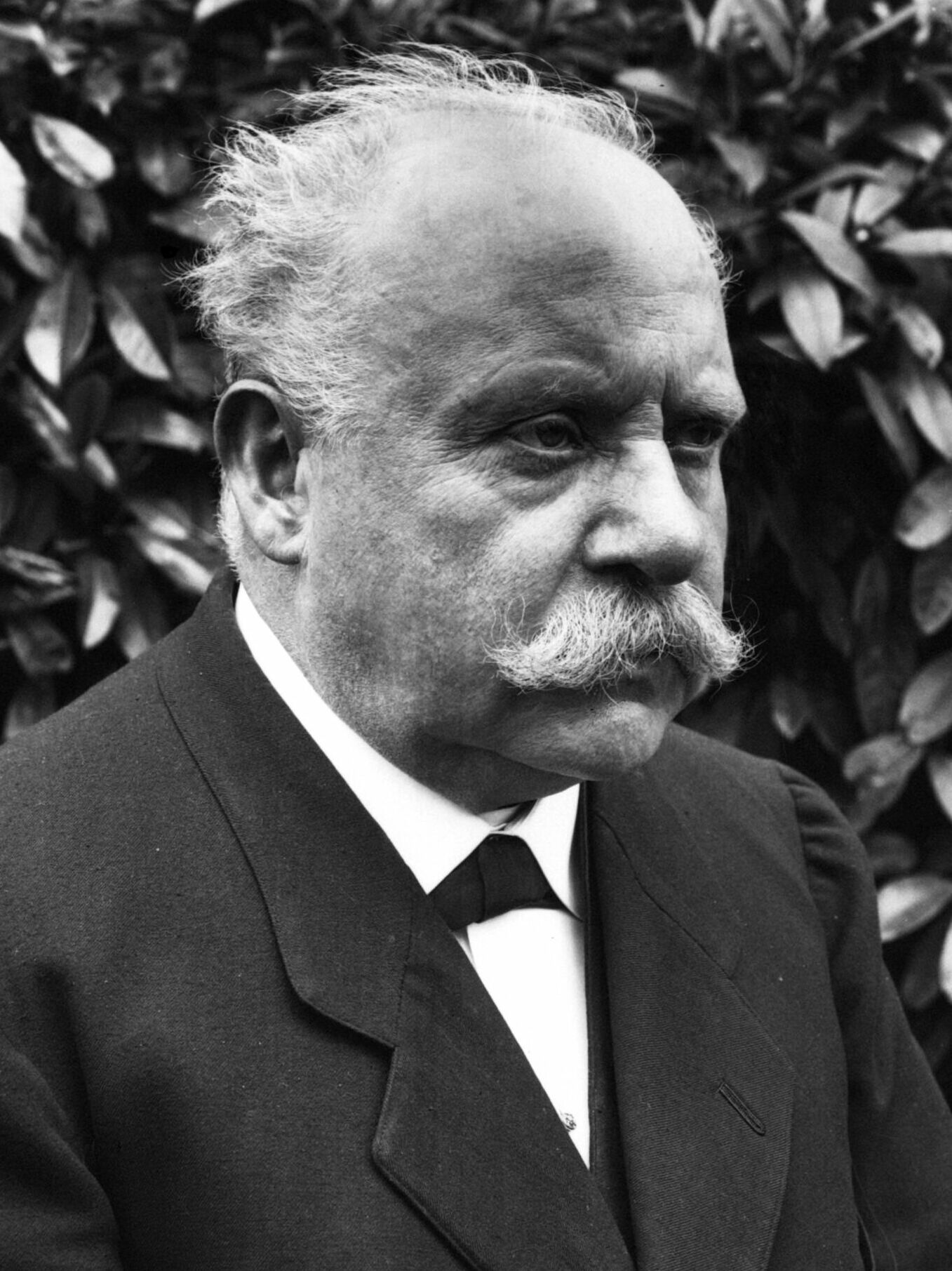
Le chimiste pontoisien en 1914.

François Eugène Turpin, né le 30 septembre 1848 à Paris et mort le 24 janvier 1927 à Pontoise, est un chimiste français qui travailla notamment dans le domaine des explosifs.

## Biographie
Turpin demeurait 14 rue Hoche à Colombes, et son laboratoire se trouvait au no 18 avenue Ménelotte, dans un des bâtiments de la parfumerie Guerlain. Tout au long des années 1870, il se fait connaître par ses travaux sur les couleurs inoffensives, pigments destinés à remplacer les pigments au plomb ou à l'arsenic (minium, vert de Scheele) et les dérivés de l'aniline. Il montre ainsi comment colorer les jouets en caoutchouc de couleurs éclatantes avec un mélange d'oxyde de zinc et d'éosine. Inspiré par les travaux d’Hermann Sprengel, il découvre dès 1881 le premier explosif panclastique : il s'agit d'un mélange stabilisé de nitrobenzène et de peroxyde d'azote (fonctionnant comme comburant). C'est en tâchant de perfectionner la vulcanisation du caoutchouc qu'il découvre les propriétés explosives de l'acide picrique, qu'il parvient à stabiliser par pressage dans du coton. Ce nouvel explosif breveté en 1885 est adopté par le gouvernement français en 1887 sous le nom de mélinite, et remplace la poudre noire dans les obus. Il se diffuse rapidement à l'étranger sous d'autres appellations : « lyddite » (brevet britannique déposé en 1888, avec usine à Lydd dans le Kent), « écrasite » ou « schimose » (brevet japonais). Le chargement des obus en mélinite (ou autres explosifs du même genre comme la tolite) permet d'augmenter très fortement les effets de l'explosion des obus par rapport à la poudre noire, tout en étant beaucoup plus sûr à l'emploi que d'autres explosifs chimiques puissants (coton-poudre, dynamite…) utilisés auparavant.
Accusé d’avoir vendu son invention à l'Empire allemand, Eugène Turpin est condamné le 17 juin 1891 et incarcéré à Étampes, mais il est gracié le 10 avril 1893 par suite d'une campagne d’opinion à laquelle participe Le Petit Journal.
Il intente un procès pour diffamation contre Jules Verne. Le romancier s’inspirait de l’affaire Eugène Turpin pour le héros de son roman Face au drapeau, qui met en scène un savant français inventeur d'un explosif plus puissant que la dynamite. Jules Verne est défendu par le futur président de la république, Raymond Poincaré ; il obtient la relaxe en première instance en mars 1897 puis en seconde instance en décembre 1897. La correspondance de Jules Verne à son frère Paul révèle qu'il s'était effectivement inspiré de Turpin pour son roman.
Il s'en prend à l'Etat et aux compagnies qui ont exploité son invention sous des noms d'emprunt les plus divers. Eugène Turpin perd contre les compagnies mais obtient 100 000 francs de dommages et intérêts de l'Etat, le 12 janvier 1912.
En août 1914, selon Albert Dauzat, une rumeur circule à l’arrière, voulant que le chimiste Eugène Turpin ait inventé une nouvelle arme, encore plus redoutable que la mélinite, la « Turpinite (en) » ou poudre Turpin. Selon les journaux qui colportent cette fausse information, cette poudre serait une arme absolue capable de détruire les troupes allemandes,. 
Eugène Turpin est enterré au cimetière de Pontoise.

## Hommages
Son portrait en pied a été exécuté par Joseph-Emmanuel Van Driesten (Salon de Paris, 1894).
Une rue de Colombes et un quai à Pontoise portent son nom. Sa tombe est toujours visible au cimetière de Pontoise.

## Distinctions
- Chevalier de la Légion d'honneur par décret du 7 janvier 1886[9].

## Sources
- coll., « Spécial Turpin », Bulletin de la Société Jules Verne, no 129,‎ 1er trimestre 1999

- (de) Cet article est partiellement ou en totalité issu de l’article de Wikipédia en allemand intitulé « Eugène Turpin » (voir la liste des auteurs).